# Garuda
Garuda (v sanskrtu गरुड़, Garuḍa, páli: गरुळ, Garuḷa) je legendární pták respektive ptačí bytost v hinduistické, buddhistické a džinistické mytologii. V hinduismu je Višnuovým jízdním zvířetem (váhanou), v buddhistické tradici působí jako Dharmapála – ochránce dharmy a v džinismu je jakšou (polobohem) spojeným s 16. tírthankarou jménem Šántinátha.
Garuda je popisován jako „král ptáků“ a bývá ztotožňován s luňákem brahmínským. Je zobrazován buď ve zvířecí podobě jako obrovský pták s částečně roztaženými křídly a nebo v lidské podobě jako muž s křídly a ptačími rysy. Garuda je obecně považován za bedlivého ochránce, který může přispěchat kamkoliv na pomoc a za nepřítele nágů. V některých dílech je znám jako Tárkšja (तार्क्ष्य) a nebo Vainatéja (वैनतेय).

## Odkaz
Garuda je součástí státního znaku Indonésie a Thajska. Dále jej užívá ve svém znaku mongolské hlavní město Ulánbátar. Dal také název operačnímu systému Garuda Linux. Vlajková letecká společnost Indonésie nese název Garuda Indonesia a v roce 2024 byla dokončena výstavba prezidentského paláce, zdobeného ocelovou konstrukcí ve tvaru křídel, v plánovaném novém hlavním městě Indonésie Nusantaře.

## Galerie

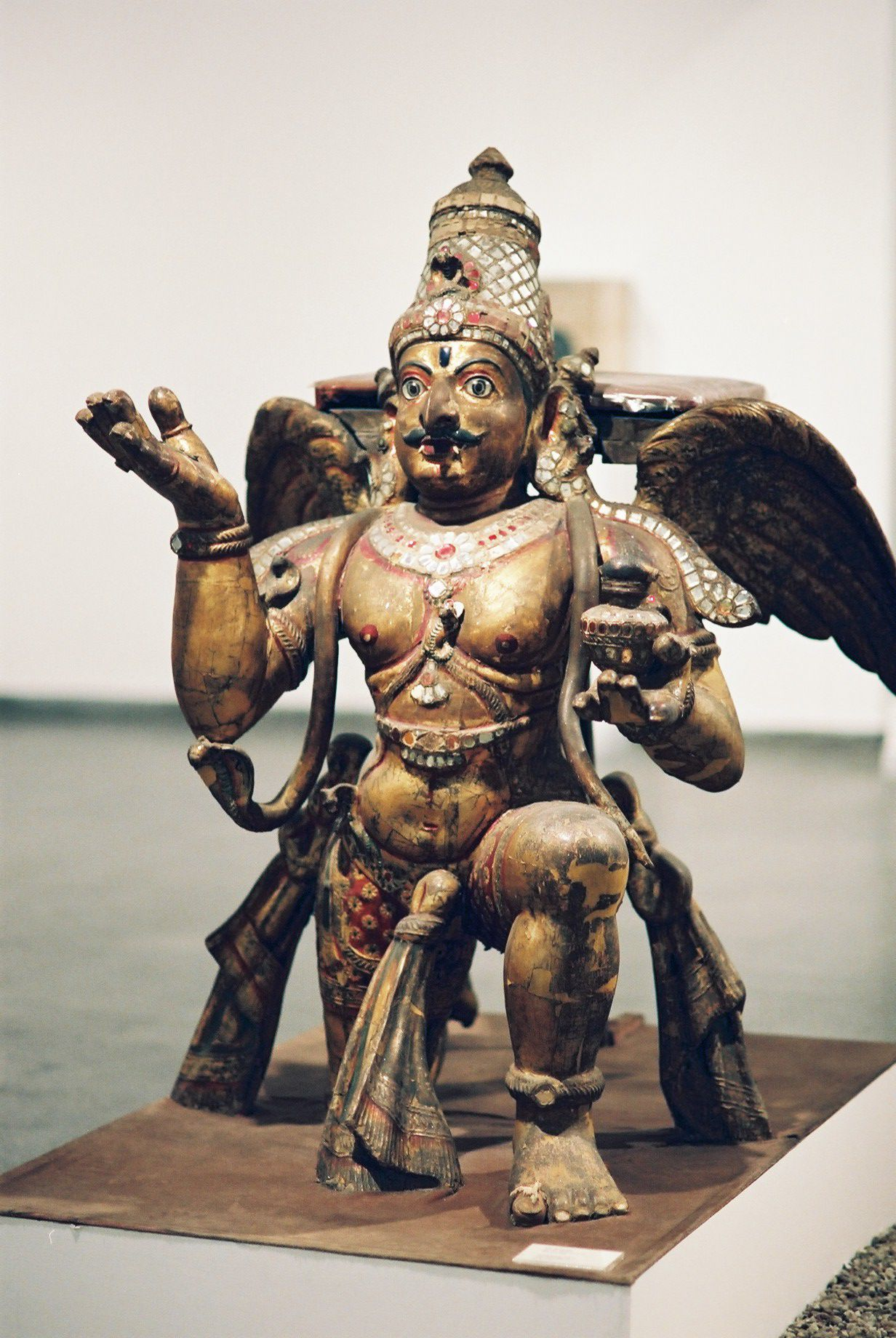
Dřevěná socha Garudy, národní muzeum v Novém Dillí
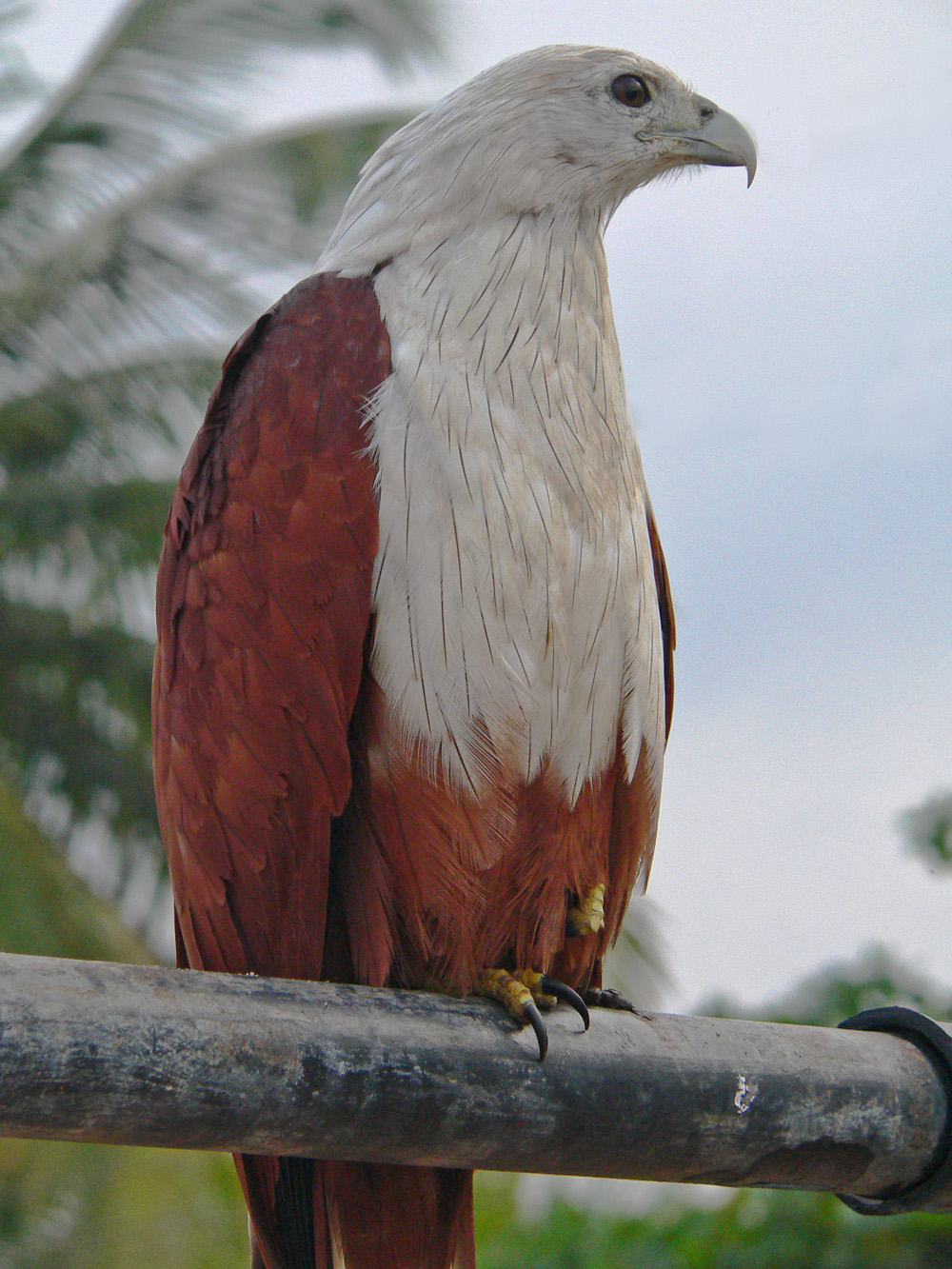
Luňák brahmínský, v hinduismu tradiční zvířecí podoba Garudy
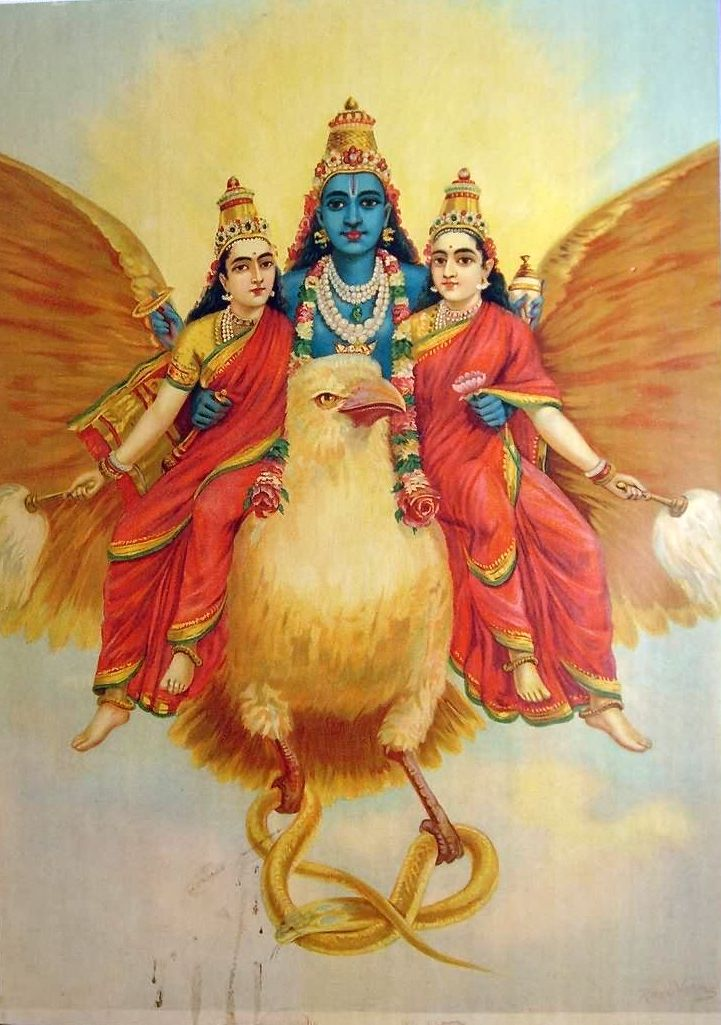
Garuda nesoucí Šivu na obraze Rádži Ravi Varmy, ca 1910
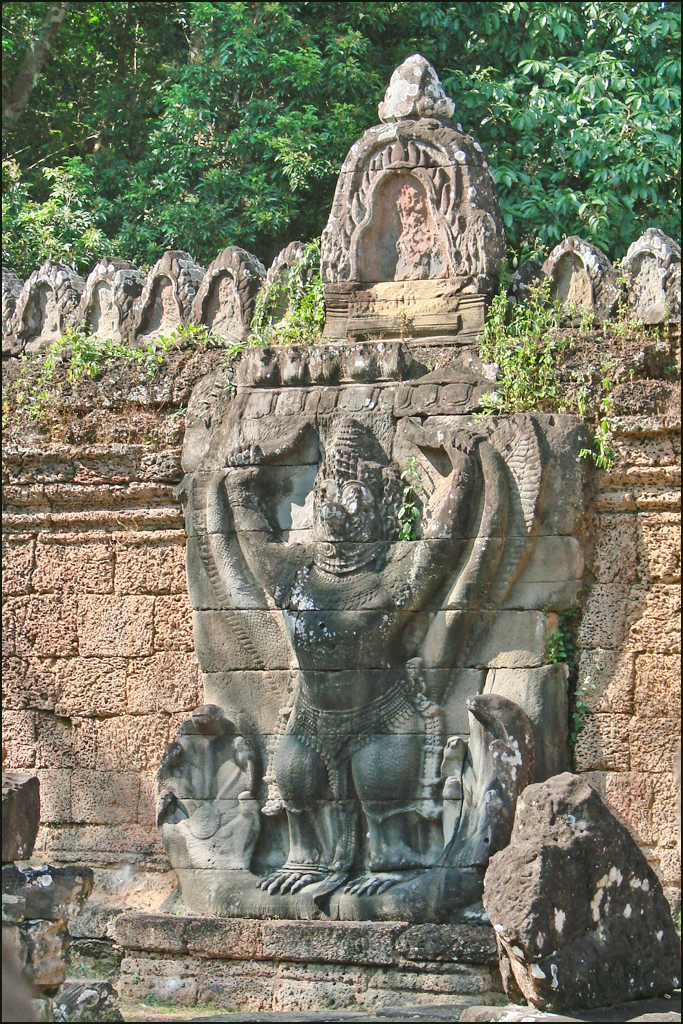
Garuda s nágy na reliéfu, chrám v kambodžském Angkoru
Státní znak Thajska
Státní znak Indonésie
Garuda ve znaku města Ulánbátar